# Aufsteilung

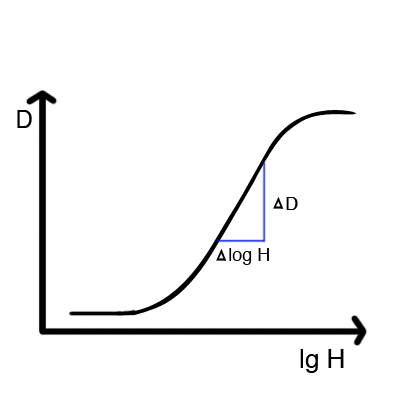
Die Gradationskurve dient der symbolischen Darstellung des Kontrastes. Eine gerade Linie entspricht einem gleichmäßigen Kontrast, eine S-förmige Kurve entspricht einer Kontraständerung.

Aufsteilung ist eine veraltete Bezeichnung für die Kontrasterhöhung eines Bildes. Durch eine steilere Gradationskurve werden die Lichter heller und die Schatten schwärzer. Der Tonwertumfang (Differenz zwischen hellster und dunkelster Stelle) bleibt dabei unberührt.
Bei fotografischen Arbeiten in der Dunkelkammer konnte die Aufsteilung durch kopieren auf Fotomaterial mit größerem Kontrast erreicht werden oder durch Verwendung hart arbeitender Entwicklerflüssigkeit. In der Drucktechnik wurde die Aufsteilung durch den Einsatz spezieller Druckfilme in der Druckvorbereitung realisiert.

## Siehe auch

Zwei Versionen des Bildes eines Gesichtes: links mit normalem Kontrast, rechts mit Kontrasterhöhung durch Aufsteilung.